# Karl Hutfles
Karl Hutfles (* 19. Oktober 1928) ist ein deutscher Fußballspieler, der in den 1950er Jahren für den KSV Hessen Kassel spielte und im Jahr 1954 einmal in der B-Nationalmannschaft zum Einsatz kam.

## Laufbahn

### Vereine
Der aus Siebenbürgen stammende Hutfles kam nach Ende des Zweiten Weltkriegs über Eschwege nach Kassel. Dort war seine erste fußballerische Station Hermannia Kassel. Bei den Blau-Weißen aus der Nordstadt, dem „Henschel-Klub“, entwickelte sich der beidfüßige, antrittsschnelle Kopfballspezialist in der Defensive rasch zum Leistungsträger. Nach dem vierten Rang 1951/52 in der 1. Amateurliga Hessen mit dem Team vom Fasanenhof, wechselte er zum KSV Hessen Kassel in die 2. Liga Süd. Nach einem vierten und dritten Rang in den Jahren 1951 und 1952 kam zur Saison 1952/53 mit dem ehemaligen Schalker Rudolf Gellesch ein renommierter Trainer zu Hessen Kassel, unter dem es nach fünf vergeblichen Anläufen auch endlich zum Aufstieg reichte: Die „Löwen“ wurden Vizemeister der 2. Liga Süd und stiegen gemeinsam mit Jahn Regensburg in die Oberliga auf. Einer der herausragenden Spieler der Rot-Weißen war in dieser Spielzeit, neben Mittelfelddirigent „Gala“ Metzner, Karl Hutfles, der wie Metzner und Erich Knothe alle 34 Ligaspiele absolvierte. Weitere Leistungsträger waren Toni Hellwig, Karl Schmidt und Alfred Hosung.
Mit 0:4 Punkten startete der neue Oberligist im August 1953 in die nächste Runde. Der erste doppelte Punktegewinn gelang im zweiten Heimspiel, den 6. September, durch ein 4:2 gegen BC Augsburg vor 15.000 Zuschauern im Auestadion. Die 1:5-Heimniederlage am 18. Oktober gegen den VfB Stuttgart verfolgten 30.000 Zuschauer. Auch im Nachholspiel am 13. Dezember gegen den 1. FC Nürnberg (2:2) waren 30.000 Zuschauer vor Ort, ebenfalls am 17. Januar 1954 beim 1:0-Erfolg gegen Eintracht Frankfurt, ehe im letzten Heimspiel, am 21. März 1954 gegen Mitaufsteiger Jahn Regensburg, sogar 32.000 Zuschauer den 5:1-Sieg mit drei Toren von Günter Siebert im Auestadion verfolgten. Obwohl die Mannschaft in der Oberliga gegen den Abstieg kämpfte, verzeichnete der KSV mit durchschnittlich 19.200 Besuchern im gerade erst fertiggestellten Auestadion einen der deutschlandweit höchsten Zuschauerdurchschnitte. Der Oberliganeuling erreichte mit dem 13. Tabellenrang (23:37 Punkte) den Klassenerhalt. Hutfles bestritt in dieser Saison alle 30 Ligaspiele und erzielte ein Tor.
Im zweiten Oberligajahr folgte für die Hessen der Abstieg. Bereits im Spätherbst hatten sie nach acht Niederlagen in Folge den Anschluss verloren. Nach der Hinrunde wies der KSV ein Punktekonto von 8:22 Zählern auf und hatte damit die „Rote Laterne“ inne, und am Saisonende musste der Verein schließlich als Vorletzter gemeinsam mit dem FC Bayern München den Gang in die Zweitklassigkeit antreten. Am 1. Mai 1955 verfolgten nur noch 3000 Zuschauer ein 1:1 gegen Schwaben Augsburg, das für lange Zeit letzte Oberligaspiel im Auestadion. Hutfles war Mittelläufer im damaligen WM-System, Metzner rechter Außenläufer und Siebert Mittelstürmer. Auch im zweiten Oberligajahr hatte Hutfles alle 30 Ligaspiele absolviert (1 Tor).
Der als Abwehrchef fungierende Hutfles blieb Kassel auch in der 2. Liga treu und spielte dort noch sieben Runden, bis einschließlich der Saison 1961/62. Unter Trainer Willibald Hahn glückte 1961/62 der Meisterschaftsgewinn und damit die Rückkehr in die Oberliga Süd. Neben den Torhütern Karl Loweg und Árpád Fazekas waren an der Seite von Spielführer Hutfles noch Feldspieler wie Hans Alt, Hans Michel, Dieter Vollmer, Jozsef Burjan, Peter Velhorn, Erich Hahn, Klaus-Peter Jendrosch (22 Tore), Lothar Kleim und Walter Müller im Einsatz.
Vor dem letzten Jahr der alten erstklassigen Oberliga Süd, 1962/63, kamen mit Horst Assmy, Ernst Kuster, Wolfgang Simon und Helmut Zatopek vier Neuzugänge nach Nordhessen. Zum Auftakt verlor Kassel am 19. August 1962 mit 0:1 gegen den späteren Südmeister München 1860, das Team von Trainer Max Merkel. Stopper Hutfles hatte Alt und Michel als Seitenläufer neben sich und bekämpfte damit den „Löwen“-Innensturm mit Wilfried Kohlars, Rudolf Brunnenmeier und Hans Küppers. Er trat am zweiten (1:3, Schweinfurt 05) und am vierten Spieltag (0:5-Niederlage beim FC Bayern Hof) noch an und rückte dann nach dem Trainerwechsel von Hahn zu Walter Müller in die zweite Reihe. Zatopek übernahm die Stopperrolle (er wurde aber bereits ab 1963/64 durch Heinrich Dittel abgelöst) und am Rundenende nahm Kassel mit 29:31 Punkten den zehnten Rang ein. Nach insgesamt 321 Pflichtspieleinsätze, davon 63 Oberligaeinsätze mit zwei Toren, beendete der in elf Spielzeiten für Hessen Kassel aktive Hutfles im Sommer 1963 seine Laufbahn als Vertragsspieler.

### Auswahlmannschaften
In seinem ersten Oberligajahr, 1953/54, nahm der Defensivspieler von Hessen Kassel während der laufenden WM-Qualifikationsspiele gegen Norwegen und das Saarland an einem Sichtungslehrgang der deutschen Nationalmannschaft des DFB unter Leitung von Bundestrainer Sepp Herberger Ende Februar 1954 in Frankfurt teil. Anfang März gehörte er dem vom Bundestrainer benannten 54-köpfigen WM-Kader an. Bei den Mittelläufern wurde er zusammen mit „Jupp“ Posipal, Werner Liebrich, Jochenfritz Meinke und Heinz Wewers aufgeführt. Am 24. April kam er in Offenburg beim Länderspiel gegen die Schweiz (1:3) in der B-Nationalmannschaft zum Einsatz. Er bildete dabei mit Paul Mebus und Jochenfritz Meinke die Läuferreihe. In den endgültigen Kader für die Fußballweltmeisterschaft 1954 in der Schweiz wurde er im Gegensatz zu Mannschaftskamerad „Gala“ Metzner nicht aufgenommen.
Neben den Ligaspielen waren auch im Pokal Auftritte dabei, die man als Höhepunkte bezeichnen kann: Am 26. Mai 1957 rang der KSV mit Abwehrchef Hutfles dem späteren DFB-Pokalsieger FC Bayern München in Kassel ein 1:1 nach Verlängerung ab. Im Wiederholungsspiel am 15. Juni setzte sich der FC Bayern mit 3:1 durch. Am 13. Mai 1962 gewann der KSV das Heimspiel um den süddeutschen Pokal mit 2:0 gegen den SSV Reutlingen und Hutfles schaltete dabei Mittelstürmer Uli Biesinger aus.
Auch das Städtespiel am 30. Mai 1959 im Auestadion gegen die Auswahl von Berlin um deren dreifachen Torschützen Helmut Faeder (3:5) sprengte den Rahmen der Ligapflichtspiele.